# یواتا
یواتا (به لاتین: Uata) یک منطقهٔ مسکونی در تاجیکستان است که در ولایت سغد واقع شده‌است.